# Super Shell FC
Der Super Shell Football Club ist ein somalischer Fußballverein mit Sitz in Afgoye.

## Geschichte
Der Verein wurde in Mogadischu gegründet und nahm 2004 erstmals an der Somalia National League teil, der höchsten Spielklasse des Landes. Die Liga begann im September 2004, wurde aber nach einigen Wochen pausiert und erst im August 2006 wieder aufgenommen. Super Shell erreichte unter sieben Erstligisten den 6. Platz und hielt die Klasse.
2011 wurde Super Shell erneut Sechster und musste in die Abstiegs-Playoffs. Dort traf der Verein am 2. Mai auf Dekedda, verlor mit 0:3 und stieg ab. Bis heute kehrte der Verein nie mehr in die National League Somalias zurück.

## Vereinsname und Emblem
Der Name Super Shell Football Club entstand durch ein Sponsoring vom weltweit größten Mineralöl- und Erdgasunternehmen Shell plc. Das Unternehmen wollte für sein Produkt Shell Super Plus werben und verwendete dessen Logo. Die Vereinsfarben waren dabei Blau und Rot.
Heute gibt es den Verein immer noch unter dem Namen Super Shell FC, jedoch mit einem anderen Wappen und Blau als klarer Vereinsfarbe.